# Schloss Petronell

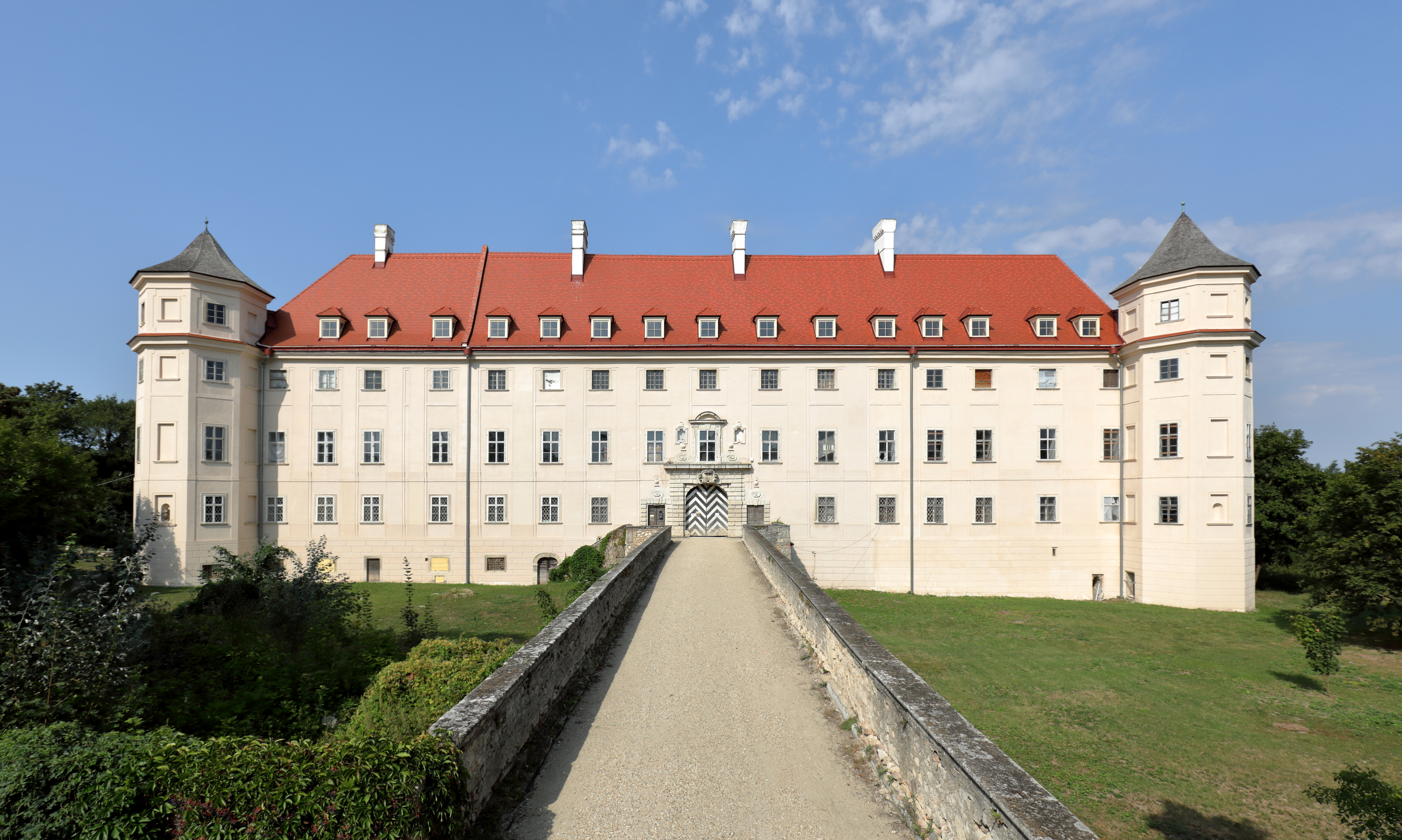
Ostansicht (2018)

Schloss Petronell (auch Schloss Traun) ist ein Schloss in Petronell-Carnuntum, einer Marktgemeinde im niederösterreichischen Bezirk Bruck an der Leitha.

## Geschichte
Agnes von Poitou († 1077), die Witwe des Kaisers Heinrich III., bereiste 1056 – unmittelbar nach dem Tod ihres Mannes und dem Antritt ihrer Regentschaft – das Grenzland zu Ungarn. Vermutlich bei dieser Gelegenheit übergab sie die Ansiedlung auf den Überresten der im 5. Jahrhundert aufgegebenen römischen Stadt Carnuntum, die zwischen Wien und Preßburg an der Donau lag, sowie die benachbarte Herrschaft Rohrau als Lehen dem Pfalzgrafen Rapoto V. von Bayern aus dem Geschlecht der Grafen von Vohburg (Diepoldinger-Rapotonen), der 1099 verstarb. Dieser ließ wahrscheinlich die Petronilla-Kirche zu Ehren seiner Lehnsherrin dem Patrozinium der Heiligen Petronilla weihen, da die Kaiserinwitwe später in Rom am Kloster der Hl. Petronilla lebte und dort auch starb. Davon leitet sich der Ortsname her.
Erbe Rapotos war sein Vetter Markgraf Diepold III. von Vohburg und Cham, der neben der Herrschaft Vohburg an der Donau und der Mark Cham Ländereien im Chiemgau und in Schwaben besaß und der seine Herrschaft durch Landesausbau im Egerland erweiterte. Er brachte als Gefolgsmann einen Edelfreien namens Hugo mit nach Österreich. Diesen belehnte er mit Petronell und Rohrau. Ab 1136 erscheint er als Hugo von Liechtenstein († 1156), da er um 1135–1140 die Burg Liechtenstein erbauen ließ, deren Ländereien er – neben einigen anderen – von den Babenbergern zu Lehen erhalten hatte. Er gilt als der Stammvater des Hauses Liechtenstein. Petronell und Rohrau waren im Hochmittelalter Hauptsitze der Liechtensteiner. Zu Petronell gehörte umfangreicher Grundbesitz, der sich von der Donau im Norden bis nach Rohrau an der Leitha im Süden erstreckte und auch Fischerei und Jagdrechte umfasste. Zu dieser Zeit wurde die Rundkapelle Petronell errichtet.
Nach den Liechtensteinern übernahmen 1306 die Herren von Kranichberg durch Einheirat den Besitz. 1496 fiel er durch testamentarische Verfügung an den St. Georgs-Orden. Als 1541 der letzte Hochmeister starb, ließen die Habsburger die niederösterreichischen Lehen des Ordens durch die niederösterreichische Regierung verleihen. 1573 wurde der Kanzler des Erzherzogs Karl, Hans Cobenzl, mit der Verwaltung der Ordensgüter betraut. 1602 erhielt das Jesuitenkollegium in Graz die Herrschaft und verkaufte sie an den Pächter, Hans Christoph Freiherrn von Unverzagt. 1613 empfing dieser hier den Kaiser Matthias, der seinen Begrüßungstrank aus dem Petronellischen Willkhumb, einem Glaspokal aus der Zeit um 1480, nahm, welcher sich bis 1999 im Ahnensaal befand und dann dem Kunsthistorischen Museum Wien geschenkt wurde.
1619 wurde das Schloss durch die Truppen des siebenbürgischen Fürsten Gabriel Bethlen verwüstet. Die mittelalterlichen Flügel wurden daraufhin abgetragen und südöstlich ein neuer Trakt errichtet. 1629 erwarb Frau Marusch von Weber die Herrschaft. Über Katharina Ursula Freiin von Weber kam Petronell 1650 als Heiratsgut an Ernst III. von Traun, der 1653 von Kaiser Ferdinand III. zum Grafen von Abensperg und Traun erhoben wurde. Die Petroneller Linie der Traun wurde später durch die Maissauer Linie beerbt.

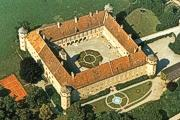
Vogelperspektive

Schloss Petronell wurde nach Vorgängerbauten (mittelalterliche Burg, Renaissanceschloss) 1660 bis 1667 von Dominico Carlone (um 1615–1679) in Form einer vierflügeligen Schlossanlage für die Familie Abensperg-Traun im Stil des Frühbarock neu errichtet. Der barocke Bau war fest in italienischer Hand, die Brüder Ambrosius und Giorgio Regondi, Steinmetzmeister aus Kaisersteinbruch, erhielten große Aufträge: Kaiserstein für die Freitreppe, die zwei Säulen, welche den Turm tragen, Fenstergewände, die Pallustrata, … zuletzt die Steinteile für das Portal. Hier arbeiteten die Stuckateure Giovanni Castello und Giovanni Piazoll, der Freskomaler Carpoforo Tencalla, der Polier Marcello Ceresola, Thadeo Piro zum Anstreichen und Bemalen der Türen in der Sala terrena, der Baumeister Carlo Canevale führte den Bau zu Ende. 1683 wurde das Schloss von dem nach Wien ziehenden türkischen Heer in Brand gesteckt und ab 1690 unter Otto Ehrenreich I. von Abensperg-Traun wiederaufgebaut. Die Decke des Festsaals musste nach dem vom türkischen Heer verursachten Brand erneuert und von Johann Bernhardt von Weillern neu freskiert werden, da bei diesem Brand durch den herabfallenden Dachstuhl sowohl die Deckenkonstruktion als auch das Fresko von Tencalla zerstört wurden. Sowohl die von Tencalla geschaffene Architekturmalerei an den Wänden des Festsaals als auch das Deckenfresko von Weillern wurde – nach neuesten Untersuchungen – zu rund 80 % bei zwei Restaurierungen (der letzten etwa 1950) übermalt. Die Freskierung der Wände (Tencalla) ist den Untersuchungen zufolge unter den Übermalungen in sehr gutem Zustand erhalten. Das Deckenfresko wurde 2011/12 restauriert.
1830–50 wurden sowohl die Außenfassade als auch die Hoffassade (diese nur in kleinerem Umfang) neu gestaltet. Auch die Raumaufteilung und ein Großteil der Fenster wurden 1830–50 umgestaltet und verändert.
Das Schloss war 17 Generationen in Abensperg und Traun’schem Familienbesitz und wurde 2006 an einen privaten Investor verkauft.

## Architektur
Das Schloss ist ein dreigeschoßiger Bau um einen großen Hof mit Freitreppe und vier achteckigen Ecktürmen. Über eine gemauerte Brücke, durch das barocke Steinportal betritt man den Hof des Schlosses, der eine stark gegliederte barocke Fassade aufweist. Die Freitreppe (unter dem Uhrturm mit Kegeldach) führt in den großen Festsaal (360 m²). Zu den Sehenswürdigkeiten zählen besonders der Freskensaal (Festsaal), die Sala terrena, der Goldene Ahnensaal und das Jagdzimmer.
Die Fassung des Hofes (rosa/grau/gelb) wurde 1974 vom Bundesdenkmalamt nach diversen Untersuchungen als die letztgültige befundet.

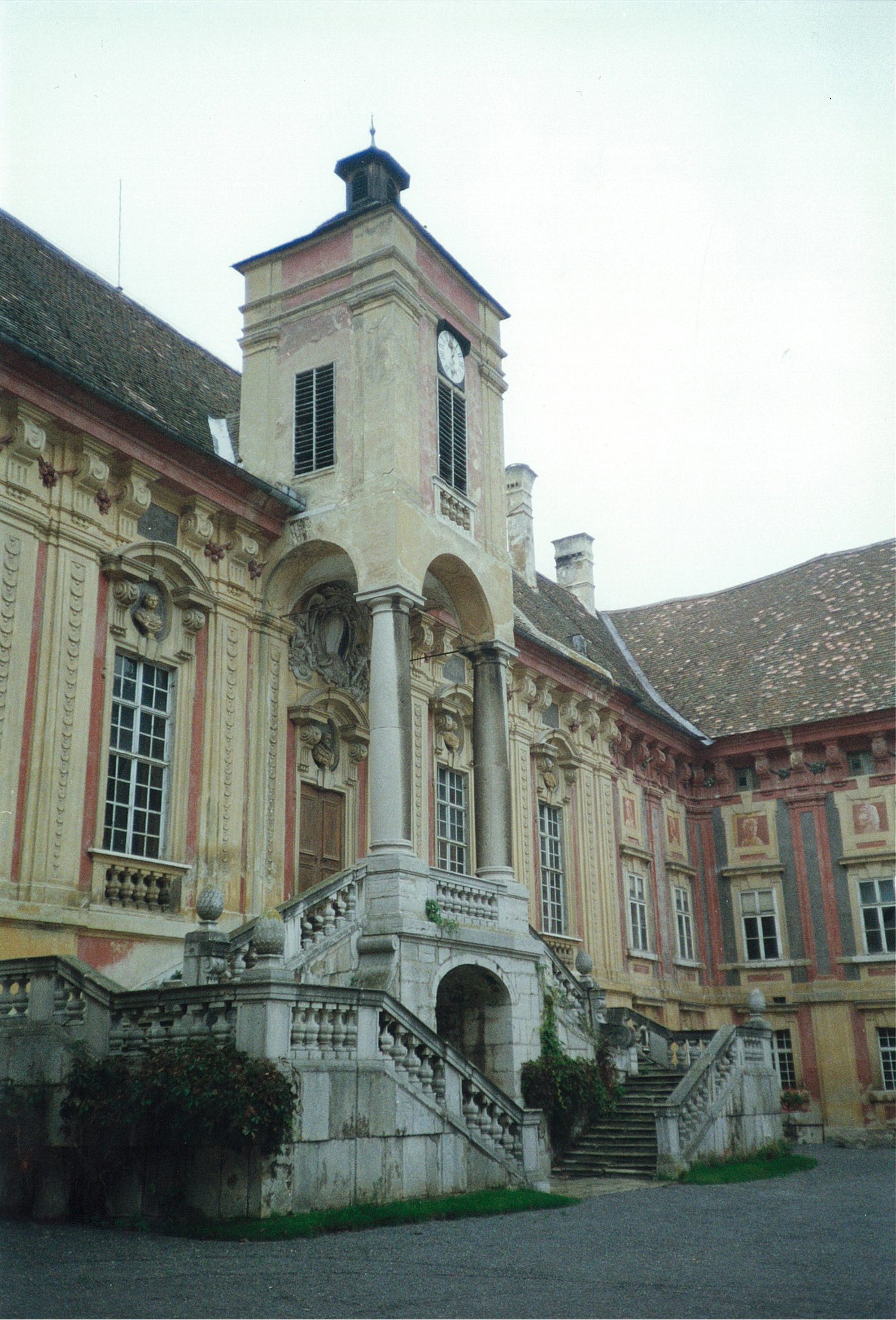
Große Treppe 1999
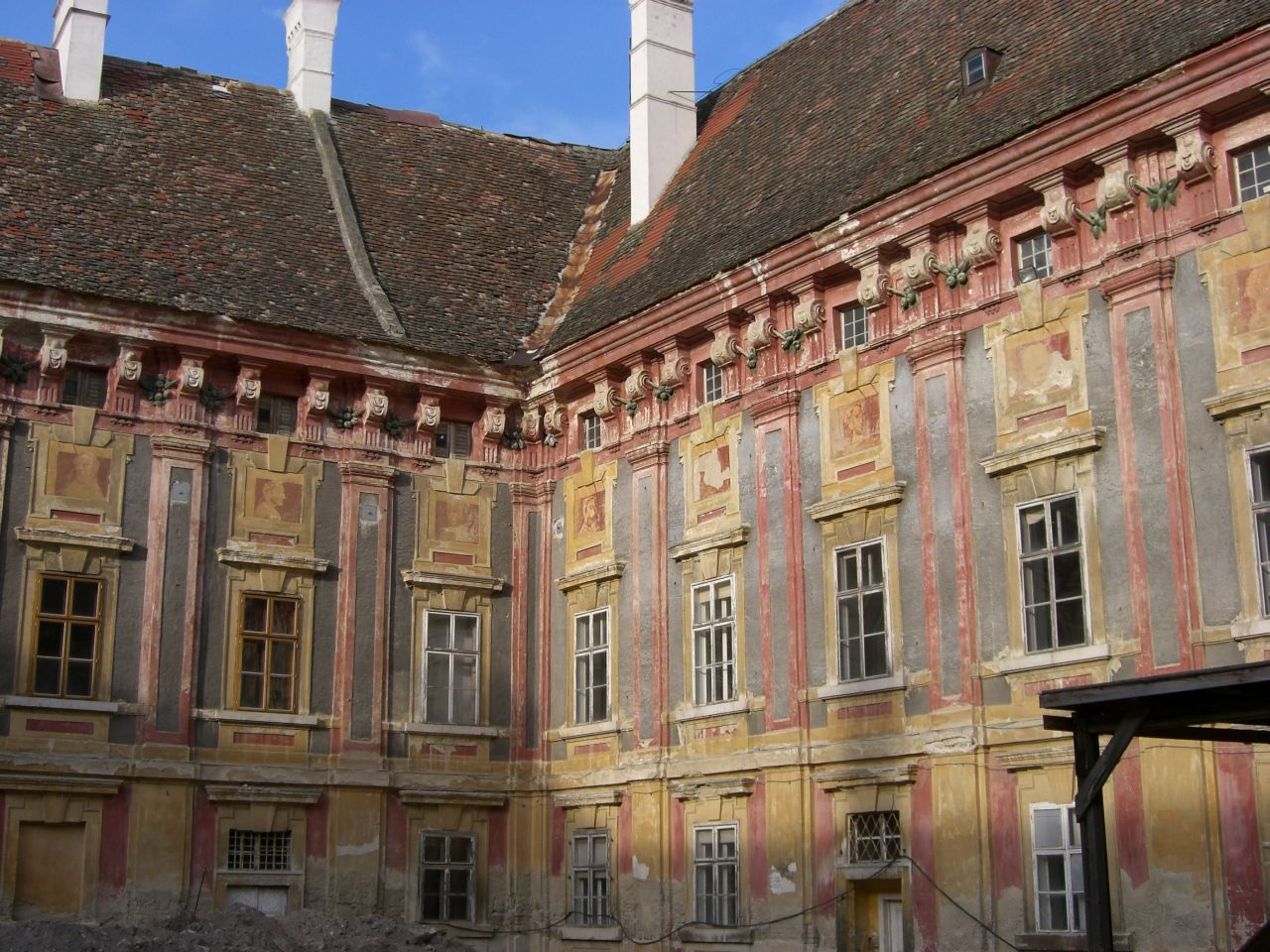
Innenhof 2007
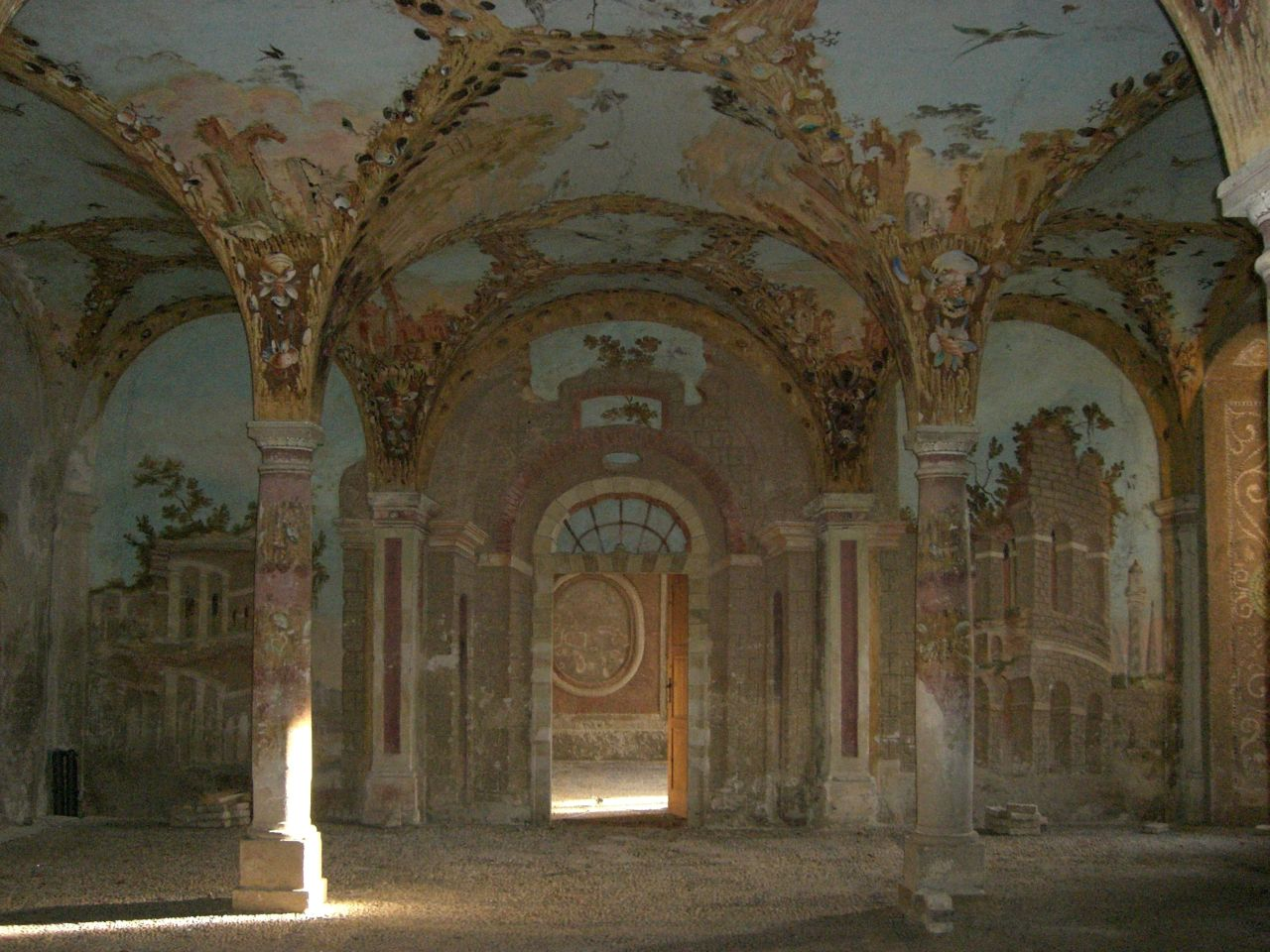
Sala Terrena 2007
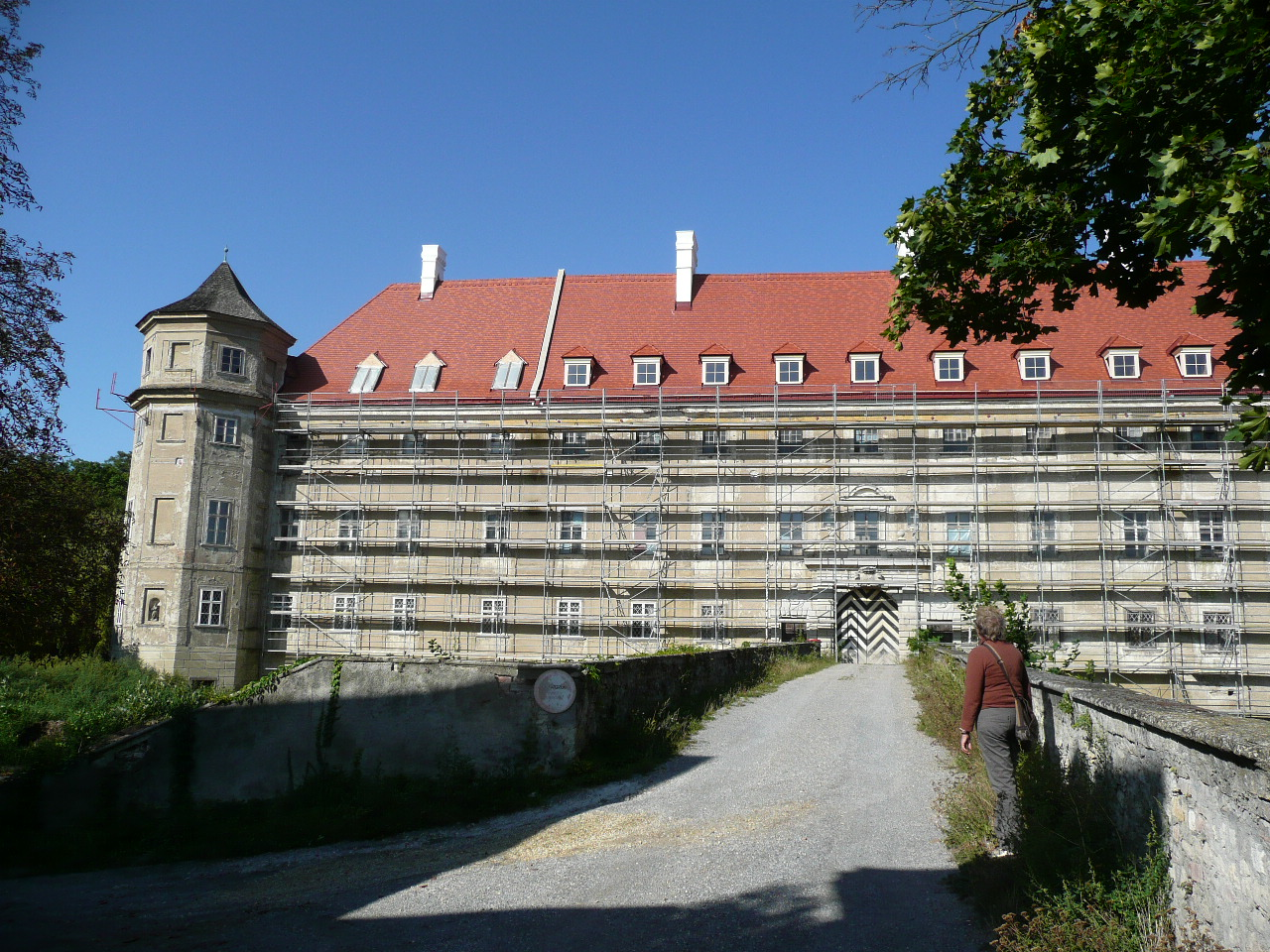
Schloss Renovierung 2009
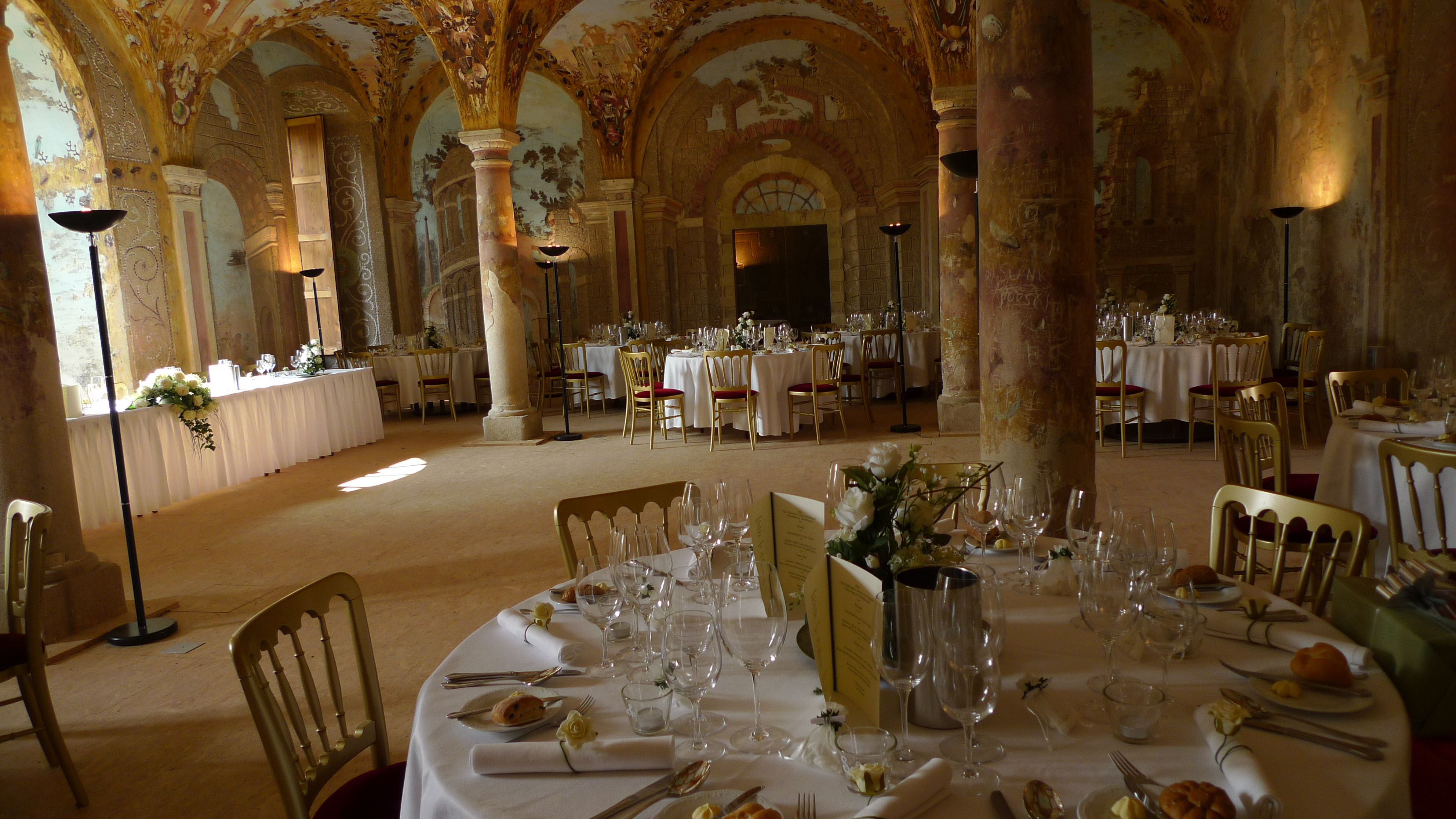
Sala Terrena Juni 2012
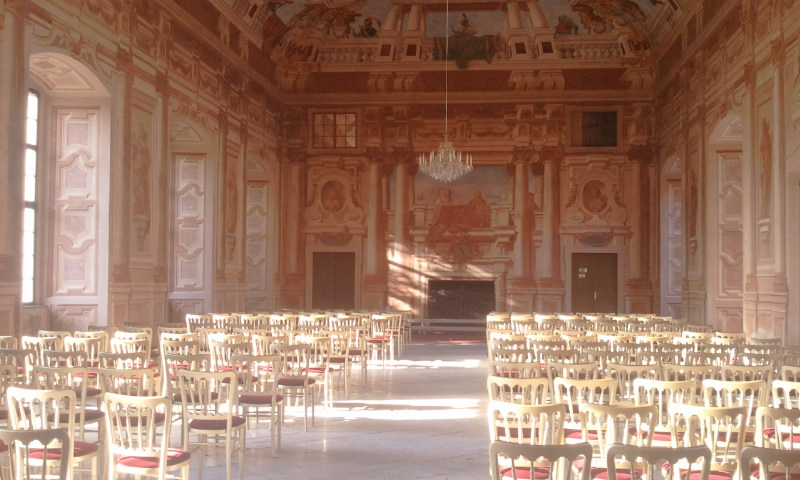
Festsaal September 2012
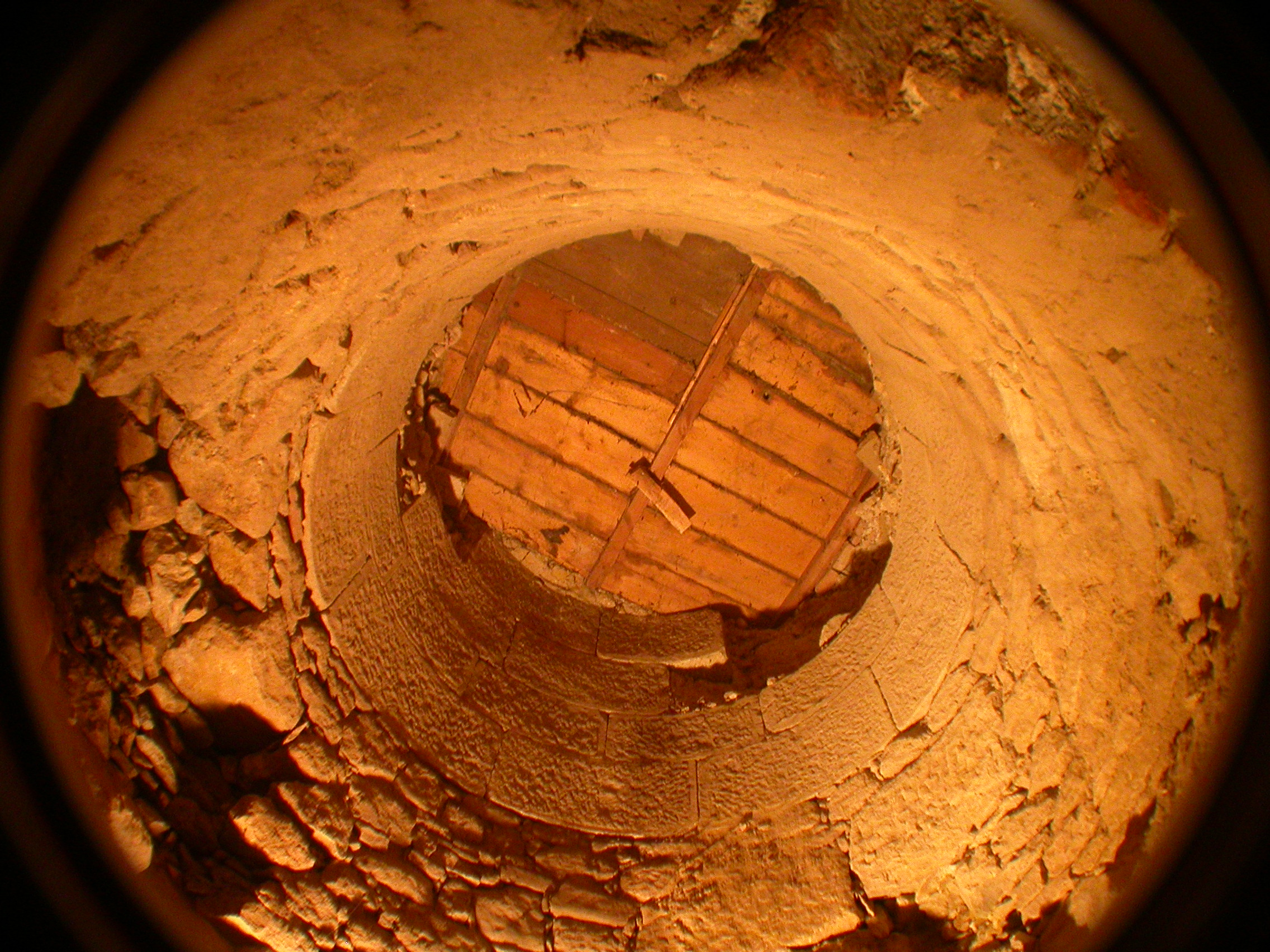
Schlossbrunnen

## Nutzung
Trotz der am Schloss stattfindenden Restaurierungs- und Renovierungsarbeiten können in einigen Räumlichkeiten (Sala Terrena, Festsaal) Hochzeitsfeiern oder andere Veranstaltungen durchgeführt werden.
Eine Besichtigung ist wegen der stattfindenden Arbeiten nur bei öffentlichen Veranstaltungen möglich (Festsaal).

### Filmkulisse
Das Schloss bildete 1983 die Kulisse für die Filme „Katharina - Die nackte Zarin“ und in den 1990er Jahren für „Die Drei Musketiere“ mit unter anderem Charlie Sheen, Chris O’Donnell und Kiefer Sutherland in den Hauptrollen. 1996 drehten Luciano Pavarotti und Elton John im Festsaal ihr gemeinsames Musikvideo „Live Like Horses“. Auch Kronprinz Rudolfs letzte Liebe mit Omar Sharif und Klaus Maria Brandauer wurde im Schloss gedreht.

### Varia
Im Jahr 2006 wurde Paulus Mankers interaktives Theaterstück „Alma – A Show biz ans Ende“ über das Leben der Alma Mahler-Werfel hier aufgeführt.
Die Romane von Philipp Abensperg-Traun Alles im Fluss: Roman einer Kindheit und Bin gesund und guter Dinge spielen unter anderem im Schloss Petronell.